# Vibrante simple linguolabial
La vibrante simple linguolabial es una consonante linguolabial que solo tiene condición de fonema en el dialecto kajogo del Idioma bijago de Guinea-Bissau. El símbolo que representa este sonido en el Alfabeto Fonético Internacional es ɾ̼.

## Aparición en distintas lenguas
| Lengua | Lengua          | Palabra | AFI      | Significado | Notas        |
| ------ | --------------- | ------- | -------- | ----------- | ------------ |
| Bijago | Dialecto Kajogo |         | [nɔ̀ɾ̼ɔ́ːɡ] | piedra      | alòfono de d̼ |

- Datos: Q30917337